# Pariodontis subjugis
Pariodontis subjugis är en loppart som beskrevs av Jordan 1925. Pariodontis subjugis ingår i släktet Pariodontis och familjen husloppor. Inga underarter finns listade i Catalogue of Life.